# Andreas Holmqvist
Per Robert Andreas Holmqvist Pedersen (* 23. Juli 1981 in Stockholm) ist ein ehemaliger schwedischer Eishockeyspieler und heutiger -trainer, der unter anderem bei den Kölner Haien in der Deutschen Eishockey Liga sowie beim Linköpings HC, Frölunda HC und Djurgårdens IF in der Svenska Hockeyligan aktiv war. 2006 wurde er mit Schweden Weltmeister. Seit 2015 arbeitet er als Assistenztrainer der Frauenmannschaft von Djurgårdens IF.

## Spielerkarriere
Andreas Holmqvist begann seine Karriere als Eishockeyspieler in seiner Heimatstadt in der Jugend von Hammarby IF, für dessen Profimannschaft er von 2000 bis 2002 in der HockeyAllsvenskan, der zweiten schwedischen Spielklasse, aktiv war. In diesem Zeitraum wurde er im NHL Entry Draft 2001 in der zweiten Runde als insgesamt 61. Spieler von den Tampa Bay Lightning ausgewählt, für die er allerdings nie spielte. Stattdessen wechselte der Verteidiger zur Saison 2002/03 zum Linköpings HC, für den er in seinem Rookiejahr in der Elitserien in insgesamt 53 Spielen 13 Scorerpunkte erzielte. Anschließend spielte er zwei Jahre lang in Nordamerika für die Hamilton Bulldogs und Springfield Falcons in der American Hockey League sowie die Pensacola Ice Pilots in der ECHL.

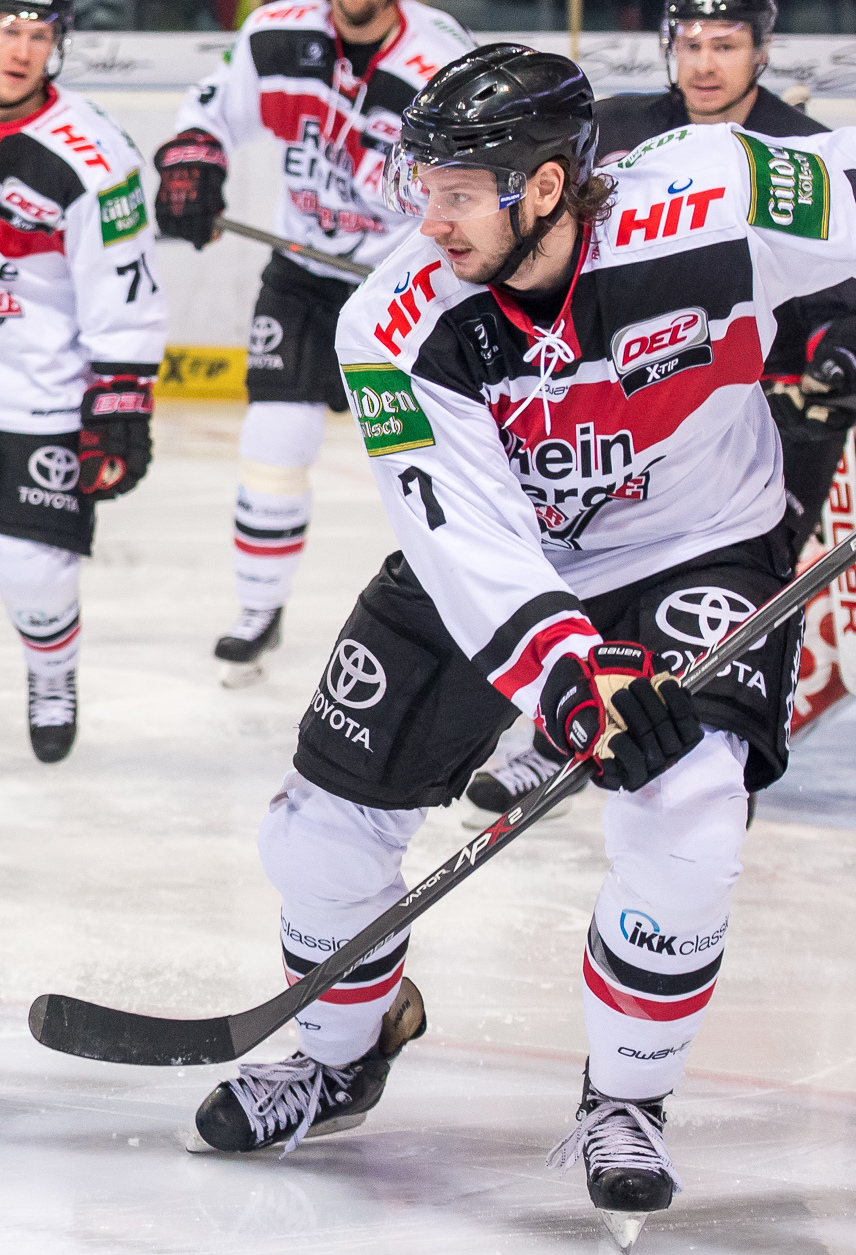
Andreas Holmqvist im Trikot der Kölner Haie

Im Sommer 2005 kehrte Holmqvist zum Linköpings HC in die Elitserien zurück, mit dem er in der Saison 2006/07 in den Finalspielen in der Best-of-Seven-Serie mit 2:4-Siegen MODO Hockey Örnsköldsvik unterlag. Anschließend unterschrieb er bei deren Ligarivalen Frölunda HC, bei dem er auch die Saison 2008/09 begann, ehe er nach nur sieben Spielen von Djurgårdens IF verpflichtet wurde. Nach dem Abstieg mit dem Verein in der Saison 2011/12 unterzeichnete der Schwede einen Einjahresvertrag bei den Kölner Haien, der im Dezember 2012 um zwei weitere Spielzeiten verlängert wurde. 2013 war der Spieler des Jahres in der Deutschen Eishockey Liga. Im Februar 2015 gab Holmqvist sein Karriereende im Anschluss an die Saison 2014/15 bekannt.

### International
Für Schweden nahm Holmqvist an der U20-Junioren-Weltmeisterschaft 2001 und der Herren-Weltmeisterschaft 2006 teil. Bei letzterem Turnier gewann er mit Schweden den Titel. Darüber hinaus absolvierte er während der Austragungen der Euro Hockey Tour 2005/06, 2006/07 und 2007/08 Partien für Schwedens Nationalmannschaft.

## Trainerkarriere
Seit September 2015 fungiert Holmqvist als Co-Trainer der Damenmannschaft von Djurgårdens IF in der ersten schwedischen Liga.

## Karrierestatistik
(Legende zur Spielerstatistik: Sp oder GP = absolvierte Spiele; T oder G = erzielte Tore; V oder A = erzielte Assists; Pkt oder Pts = erzielte Scorerpunkte; SM oder PIM = erhaltene Strafminuten; +/− = Plus/Minus-Bilanz; PP = erzielte Überzahltore; SH = erzielte Unterzahltore; GW = erzielte Siegtore; 1 Play-downs/Relegation; Kursiv: Statistik nicht vollständig)

## Erfolge und Auszeichnungen
- 2006 Goldmedaille bei der Weltmeisterschaft
- 2007 Schwedischer Vizemeister mit dem Linköpings HC
- 2013 bester Verteidiger in der DEL
- 2013 DEL-Spieler des Jahres
- 2013 und 2014 deutscher Vizemeister mit den Kölner Haien